# Ascoideaceae
Ascoideaceae é uma família de leveduras da ordem Saccharomycetales. Contém dois géneros, Ascoidea e Alloascoidea. As espécies desta família têm uma ampla distribuição geográfica, e tipicamente encontram-se em galerias de escaravelhos em madeira morta.